# Камерир
Камерир (від швед. Kamrer, камерер) — камерний чиновник у провінції епохи Петра I, підпорядкований Камер-колегії, а також чин в останні місяці правління Павла I.
Був правою рукою воєводи та головним виконавцем з фінансової частини у провінції. Відав податною справою, був безпосереднім завідувачем казенного майна. Як бухгалтер камерір отримував звітності від підлеглих йому рентмейстера, провіантмейстера та земських комісарів і контролював їх, звіряючи звітності з справжніми документами. Інструкцією Петра I камеріру наказувалося вести чотири книги по підвідомчому йому провінційному господарству: переписну, земську, вирахову та головну.
До переписної книги заносилися всі села, двори, їх розмір, чисельність населення, стан угідь провінції. З даних цієї книги відбувалася розверстка податей.
До земської книги вносили приходо-витратні відомості земських комісарів після перевірки.
До вичитної книги записували недоїмки, а до головної — всі окладні й неокладні доходи провінції. У певні терміни камерір складав за цими книгами загальні звіти з фінансів провінції для відсилання їх у відповідні колегії.
Як завідувача казенного майна камерир зобов'язаний був ревізувати казначейство і провіантські магазини, спостерігати, щоб не було збитків скарбниці при підрядах і постачання провіанту і фуражу в армію, виробляти торги на казенні підряди.
При камерірі засновувалась камерирська контора, яка виписувала ордери до казначейства до рентмейстера на прийом та видачу грошей, до завідувача провіантських магазинів на прийом та видачу хліба, виписувалися укази до земських комісарів.
За своєю вагою камерир був другою особою після воєводи у провінції. Самостійно він вирішував лише поточні справи, а все більш важливе – у раді з воєводою. Воєвода та камерир підписувалися під усіма повідомленнями у справах у колегії та під указами комісарам. Земська канцелярія і камерирська контора за законом містилися в одному будинку.
У 1801 Павло I своїм указом «назавжди» затвердив чин таємного камеріра в 5-му класі Табелі про ранги. Однак після смерті Павла І цей указ не виконувався.